# 어피니티 포토
어피니티 포토(Affinity  Photo)는 애플 macOS 및 마이크로소프트 윈도우, iOS 아이패드에서 쓸 수 있는 사진을 비롯한 비트맵 이미지 중심의 그래픽 소프트웨어로, 세리프 유럽이 제작하였다. 어피니티 디자이너, 어도비 포토샵과 같은 파일을 읽고 내보낼 수 있다.